# HD 47001
HD 47001，又名CP-52 947，SAO 234574、HR 2416，是一颗恒星，视星等为6.19，位于銀經261.18，銀緯-23.8，其B1900.0坐标为赤經6h 31m 10.4s，赤緯-52° -23.8′ 7″。